# Inga Chambert
Inga Stiberg Chambert, född 17 december 1901 i Göteborg, död 1993, var en svensk målare, keramiker och teckningslärarinna. Hon var gift med Erik Chambert.

## Biografi
Chambert studerade vid Slöjdföreningens skola 1920 och Högre konstindustriella skolan samt vid Valands målarskola, hon följde upp studierna med keramikstudier vid Keramische Fachschule i Höör 1931. Hon genomförde som Svenska slöjdföreningens stipendiat en studieresa till Danmark, Tyskland, Frankrike, Italien och England 1931. I utställningssammanhang medverkade hon i utställningar med Östgöta konstförening och Göteborgs konsthalls decemberutställningar. På 1930 års Stockholmsutställning deltog Inga Chambert med keramiska arbeten. Hon arbetade som teckningslärare i Göteborg fram till sitt giftermål 1939. 1972 tog Inga Chambert fil.kand. vid Stockholms universitet. Hon fortsatte med doktorandstudier och publicerade 1982 boken Carlsundstudier. Otto G. Carlsund 1924-1930. Denna översattes av Lena Ricolfis med titeln Otto G. Carlsund et La France 1924-1930.
Inga Chambert är representerad vid Norrköpings konstmuseum.

### Digitala källor
- Inga Stiberg (Chambert) 1901-1993 beskriven hos Signaturer.se